# Fresna
Fresna es un género de mariposas de la familia Hesperiidae.

## Descripción
Especie tipo por designación original Hesperia netopha Hewitson, 1878.

## Diversidad
Existen 6 especies reconocidas en el género, 5 de ellas tienen distribución afrotropical.

## Plantas hospederas
Las especies del género Fresna se alimentan de plantas de las familias Fabaceae, Sapindaceae. Las plantas hospederas reportadas incluyen los géneros Andira, Millettia, Paullinia, Albizia, Julbernardia.